# Allāh Ḩaqq
Allāh Ḩaqq (persiska: اللّٰه حق, Allāh Ḩaq) är en ort i Iran.   Den ligger i provinsen Östazarbaijan, i den nordvästra delen av landet, 400 km nordväst om huvudstaden Teheran. Allāh Ḩaqq ligger 1 988 meter över havet och antalet invånare är 218.
Terrängen runt Allāh Ḩaqq är varierad, och sluttar norrut. Runt Allāh Ḩaqq är det ganska glesbefolkat, med 40 invånare per kvadratkilometer. Närmaste större samhälle är Sarāb, 17,2 km norr om Allāh Ḩaqq. Trakten runt Allāh Ḩaqq består i huvudsak av gräsmarker.